# سیارک ۱۰۸۱۵
سیارک ۱۰۸۱۵ (به انگلیسی: 10815 Ostergarn، نامگذاری:1993FU32) ده هزار و هشتصد و پانزدهمین سیارک کشف شده‌است که در ۱۹ مارس ۱۹۹۳ کشف شد.
قدر مطلق سیارک برابر ۱۷.۰ است.